# Batalion Szkolny Saperów
Batalion Szkolny Saperów (Baon Szk. Sap.) – pododdział saperów Wojska Polskiego w II Rzeczypospolitej.
Batalion Szkolny Saperów został sformowany w 1926 w Modlinie w oparciu o kadrę zlikwidowanego Kościuszkowskiego Obozu Szkolnego Saperów. Trzy lata później został rozformowany, a jego zadania przejęło Centrum Wyszkolenia Saperów. W ramach batalionu funkcjonowała Szkoła Podchorążych Rezerwy Saperów. Batalion nie był formacją ewidencyjną. Oficerowie i podoficerowie zawodowi pełniący w nim służbę byli przeniesieni do kadry oficerów saperów. Przeniesienia pierwszej grupy oficerów zostały ogłoszone 31 lipca 1926. Stanowili obsadę dowództwa batalionu oraz 1 kompanii szkolnej podchorążych rezerwy i 2 kompanii szkolnej. 10 września 1926 do baonu zostało przeniesionych kolejnych czterech oficerów będących kadrą 3 kompanii szkolnej. Ponadto kapitan Eugeniusz II Szubert został przesunięty ze stanowiska oficera młodszego 1 kompanii na stanowisko dowódcy kompanii szkolnej podchorążych rezerwy. 24 września 1926 porucznik Władysław Zawalnicki został przeniesiony do macierzystego batalionu elektrotechnicznego, natomiast z Kościuszkowskiego Obozu Szkolnego Saperów (oficer nadetatowy 2 pułku saperów) przybył porucznik Stanisław III Bielecki. Jesienią 1928 w składzie batalionu została zorganizowana kompania ćwiczebna, do której przeniesiono ośmiu oficerów.

## Kadra batalionu
- mjr Stanisław Jan Arczyński z Głównego Zakładu Inżynierii i Saperów - komendant batalionu[5],
- por. Stanisław Bronisław Gawkowski z 2 psap - adiutant[6],
- por. Kazimierz Mizerek z 3 psap - oficer materiałowy,

1 kompania szkolna podchorążych rezerwy
- mjr Stanisław Perko z 5 psap - dowódca 1 kompanii szkolnej,
- kpt. Eugeniusz II Szubert - dowódca 1 kompanii szkolnej (od 10 IX 1926),
- kpt. Eugeniusz Szubert z KOSS (n.e. 8 psap) - oficer młodszy 1 kompanii,
- por. Czesław Paczkowski z 1 psap - oficer młodszy 1 kompanii (do 20 II 1928 → referent w Dep. Inż. MSWojsk[7].),
- por. Józef Salecki z KOSS (n.e. 1 psap) - oficer młodszy 1 kompanii[8],
- por. Jan V Wójcik z KOSS (n.e. 7 psap) - oficer młodszy 1 kompanii,

2 kompania szkolna
- kpt. Aleksander Severin z 1 psap - dowódca 2 kompanii szkolnej (do 26 IV 1928 → 1 psap[9]),
- kpt. Jerzy Marian Szukszta z KOSS (n.e. 4 psap) - oficer młodszy 2 kompanii,
- por. Edward Paweł Michałowski z 2 psap - oficer młodszy 2 kompanii,
- por. Karol Majewski z 5 psap - oficer młodszy 2 kompanii,
- por. Władysław Zawalnicki z belektr - oficer młodszy 2 kompanii (do 24 IX 1926 → belektr)

3 kompania szkolna
- por. Roman Szymanowski z 7 psap - oficer młodszy 3 kompanii,
- por. Jan Ulejczyk z 7 psap - oficer młodszy 3 kompanii,
- por. / kpt. Adolf Wojciech Pollak z 4 psap - oficer młodszy 3 kompanii (do 24 VII 1928 → Szkoła Podchorążych Piechoty),
- por. Juliusz Levittoux z kadry oficerów saperów - oficer młodszy 3 kompanii,

kompania ćwiczebna
- kpt. Aleksander Filipowski z 7 psap - dowódca kompanii,
- kpt. Stanisław I Brzostowski z 10 psap - instruktor,
- por. Tadeusz Chybowski z 9 psap - instruktor,
- por. Józef Arabski z 4 psap - instruktor,
- por. Mieczysław Siekierko z bmost - instruktor,
- por. Stanisław Jóźwicki z belektr - instruktor,
- por. Maciej Kalenkiewicz z 1 psap - instruktor,
- por. Henryk Bieńkowski z 2 psap - instruktor,

Oficerowie przeniesieni do baonu w późniejszym terminie:
- por. Stanisław III Bielecki (24 IX 1926 - 24 VII 1928 → 8 psap),
- por. Józef Choroszucha z belektr,
- por. Władysław Gniewiński (do 26 IV 1928 → Centralna Składnica Inżynierii[10])
- por. Karol Jabłoński z 1 psap (od 26 IV 1928),
- por. Wacław Piotr Janaszek z 6 psap (od 26 IV 1928),
- por. Jan Jaźwiński z 9 psap (od 26 IV 1928),
- por. Leonard Matrybiński z 8 psap (od 26 IV 1928[11])[12].